# Orde van de Rode Banier
De Orde van de Rode Banier (Russisch: Орден Красного Знамени, Orden Krasnovo Znameni) was een militaire onderscheiding uit de Sovjet-Unie die sinds de instelling op 16 september 1918 in de Russische Socialistische Federatieve Sovjetrepubliek werd uitgereikt voor bijzondere militaire prestaties.

## Historie
Maarschalk Vasili Blücher was op 28 september 1918 de eerste die de onderscheiding in ontvangst mocht nemen. Totdat op 6 april 1930 de Leninorde in het leven werd geroepen, was de Orde van de Rode Banier de hoogste onderscheiding in de Sovjet-Unie. De orde luidde het tijdperk van de socialistische orden in. Van de orden van de tsaar en die van andere landen onderscheiden deze zich door hun vormgeving en hun decoratiebeleid. De communisten streefden naar een klasseloze samenleving en daarom waren de vele graden en rangaanduidingen in een traditionele ridderorde zoals ridder, officier en commandeur in hun ogen ongewenst. De dragers werden geen ridders, zij droegen een ereteken maar vormden geen gemeenschap van leden in een orde. In plaats van bevorderingen ging men in socialistische orden over tot het soms wel vijfmaal verlenen van dezelfde ster aan dezelfde verdienstelijke persoon. De vormgeving mocht niet aan het verleden en het christendom herinneren, daarom werd voor een ster gekozen. Jarenlang was de Orde van de Rode Banier de enige orde van de Sovjet-Unie. Vlak voor de Tweede Wereldoorlog begonnen de Sovjets meerdere orden te stichten.
De orde werd voor civiele verdienste toegekend maar ook militairen kregen de orde voor dapperheid of bijzondere prestaties. Later werd de orde ook voor langdurige militaire dienst toegekend.
De orde bestond uit een wit vlak met een rode ster, met daarop een gouden hamer en sikkel omring door twee korenhalmen. Onder de rode ster waren een ploeg, hamer, toorts en rode vlag afgebeeld. Op de vlag (banier) stond in gouden letters de tekst Proletariërs aller landen, verenigt U!. De orde werd omringd door een lauwerkrans, waarop een rood lint met de letters С.С.С.Р. (S.S.S.R.; de initialen van de Sovjet-Unie) was gelegd.
Men ziet de orde als broche vastgepind op de stof van het uniformjasje en ook wel aan een rood met wit lint. In de jaren dertig droeg men de orde ook wel vastgepind op een rond lapje stof. De onderscheiding werd altijd op de linkerborst gedragen. Het lint werd sinds 1935 gebruikt om de orde hangend aan dat lint in een rij onderscheidingen te kunnen dragen.
De eerste gedecoreerde was maarschalk Vasili Blücher die de orde vijfmaal ontving maar desondanks slachtoffer werd van de massamoorden van Stalin. Onder de dragers van deze onderscheiding vinden we ook Vasili Blochin. Hij kreeg de orde na het eigenhandig doodschieten van 7000 Poolse krijgsgevangenen tijdens het Bloedbad van Katyn. Veel van de eerste dragers vonden de dood in Stalins zuiveringen. De revolutionair Leon Trotski die de orde eenmaal droeg werd in Mexico vermoord. Anderen werden vergiftigd of verdwenen spoorloos in de kelders van de beruchte Loebjanka gevangenis. Stalin zelf kreeg de orde driemaal toegekend. Ook maarschalk Georgi Zjoekov droeg driemaal de Orde van de Rode Banier. De orde werd zelden aan buitenlanders verleend maar de Britse verrader en meesterspion Kim Philby droeg de Orde van de Rode Banier.
Behalve personen werden ook legereenheden met de Orde van de Rode Banier onderscheiden. Daaronder was een in Rusland gestationeerd Frans eskader vliegtuigen. Verder een vlooteenheid, de "Rodebaniervloot" in de Oostzee, en het kozakkenkoor van het Russische leger.
De Orde van de Rode Banier is de militaire en politionele evenknie van de voor arbeiders gedachte Orde van de Rode Vlag van de Arbeid.
De orde heeft de ondergang van de Sovjet-Unie niet overleefd. Sinds 1991 wordt de Orde van de Rode Banier niet meer toegekend. Er zijn in 73 jaar 581.300 sterren van de Orde van de Rode Banier uitgereikt.
De plaats in de hiërarchie van de Sovjet-orden is als volgt: de Orde van de Oktoberrevolutie is hoger, de Orde van de Rode Vlag van de Arbeid is gelijk in rang en de aan hoge militairen verleende Orde van Soevorov is lager in aanzien.

## Gedecoreerden (gedeeltelijke lijst)

### Personen
- Stalins beul Vasili Michailovitsj Blochin
- Maarschalk Vasili Blücher (de eerste drager, in totaal ontving hij de orde 5 maal)
- Commandant Jona Jakir (3 maal)[2] Hij droeg een ster met het nummer "2". Er zijn berichten dat Stalin, die Jakir liet martelen en executeren later deze zelfde ster ging dragen.
- Maarschalk Georgi Zjoekov (3 maal)
- NKVD-generaal Nikolaj Vlasik (4 maal)
- De Britse overloper en meesterspion Kim Philby
- Generaal David Dragoenski
- Generaal Ivan Fedjoeninski (5 maal)
- Maarschalk Leonid Govorov
- Michail Vasiljevitsj Vodopjanov
- Jakov Borisovitsj Zeldovitsj
- Maarschalk Aleksandr Vasilevski (2 maal)
- Maarschalk Rodion Malinovski (3 maal)
- Soldaat Michail Minin

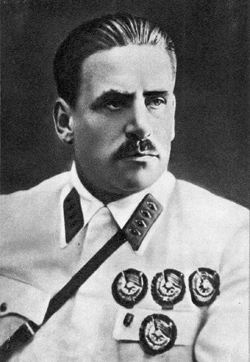
Maarschalk Blücher draagt vijf sterren van de Orde van de Rode Banier

- Sluipschutter Vasili Zajtsev die in de Slag om Stalingrad beroemd werd.
- Michail Gorbatsjov
- Sasja Fillipov
- Hajk Bzjisjkjan
- Maarschalk Semjon Timosjenko (5 maal)
- Minister van Oorlog Leon Trotski
- Maarschalk Jozef Stalin in 1919[3]
- Nina Romasjkova
- Maarschalk Sergej Birjoezov
- Ios Teper
- Issa Plijev
- De modelarbeider Aleksej Grigorievitsj Stachanov
- De astronaut Jevgej Chroenov
- Pavel Dybenko (3 maal)
- De vliegtuigbouwer ingenieur Pavel Solovjev
- Vjatsjeslav Ivanovitsj Zof
- Ernst Neizvestni
- De Poolse spion Bolesław Kontrym (3 maal)
- Spionagechef Abram Sloetski (2 maal)
- De Kroatische communist Aleksa Dundić

### Militaire eenheden
- Baltische Vloot (2 x)
- Noordelijke Vloot (1 x)
- Pacifische Vloot (1 x)
- 1e Leger
- 1e Tankleger
- 2e Tankleger
- 1e Divisie Fuseliers
- 2e Divisie Fuseliers
- 24e Garde Divisie Fuseliers
- 27e Garde Divisie Fuseliers
- 39e Garde Divisie Fuseliers
- 19e Gemotoriseerde Divisie Fuseliers
- 76e Garde Luchtlandingsdivisie
- 85e Divisie Fuseliers
- 100e Garde Divisie Fuseliers
- 10e Garde Luchtlandingsdivisie van Toela
- 17e Regiment Fuseliers, 32e Divisie Fuseliers
- 72e Mechanische Brigade
- Franse gevechtseenheid Squadron Normandie-Niemen

## De Orde van de Rode Banier in de literatuur
- In George Orwells Animal Farm (1945), een bijtende satire op de Sovjet-Unie stellen de varkens een "Orde van de Groene Banier" in.